# Сент-Леджер, Уильям
Сэр Уильям Сент-Леджер (ирл. Sir William St Leger; 12 августа 1586 — 9 июля 1642) — англо-ирландский землевладелец, администратор и военный.

## Биография
Родился августе 1586 года, вероятно, в графстве Корк, Старший сын сэра Уорхема Сент-Леджера (1560—1600) и его жены Элизабет Рот. Его прадед Энтони Сент-Леджер (1496—1559) служил лордом-заместителем Ирландии с 1540 по 1548 год, тогда как его отец занимал ряд административных должностей в Манстере, прежде чем был убит во время Девятилетней войны в 1600 году.
В 1616 году Уильям Сент-Леджер женился на Гертруде де Врис (1588—1624). У них было двое детей, Уильям (1620—1644), погибший в боях на стороне роялистов во время Первой гражданской войны в Англии, и Элизабет (1618—1685), которая в 1635 году вышла замуж за подопечного Сент-Леджера Мурроу О’Брайена, 1-го графа Инчикуина. От второй жены Гертруды Хейвуд у него было ещё двое детей, Джон (1637—1692) и Барбара.

## Карьера
О карьере Сент-Леджера до 1607 года известно немного подробностей, когда он убил человека на дуэли и скрылся от закона у Хью О’Нила, графа Тирона, одного из лидеров восстания, в котором погиб его отец. Когда Хью О’Нил и его товарищи отправились в изгнание несколько месяцев спустя, Уильям Сент-Леджер сопровождал их в Брюссель в Испанских Нидерландах, но, будучи протестантом, отказался поступить вместе с ним на испанскую службу. Хотя Двенадцатилетнее перемирие 1609 года временно остановило Восьмидесятилетнюю войну, он переехал в Нидерланды и занялся военной карьерой. В мае 1610 года он был помилован королем Яковом I за убийство и назначен капитаном полка лорда Сесила, английского подразделения на голландской службе, участвовавшего в Войне за юлихское наследство, часто рассматриваемой как предшественница Тридцатилетней войны.
Для многих английских офицеров в армии голландских штатов местные связи считались важными для продвижения по службе, что, возможно, сыграло роль в женитьбе Уильяма Сент-Леджера на Гертруде де Врис в 1616 году. Вскоре после этого он стал частью патронажной сети вокруг Джорджа Вильерса, 1-го герцога Бекингема, чьи личные отношения с Яковом I Стюартом сделали его чрезвычайно влиятельным. При поддержке Бекингема Сент-Леджер был посвящен в рыцари в 1618 году и получил поместья в Ленстере, что было частью политики передачи земель от ирландских католиков протестантским поселенцам. После того, как перемирие закончилось в 1622 году, Сент-Леджер служил под командованием сэра Чарльза Моргана при защите Берген-оп-Зома. В 1624 году он был назначен агентом по землям в Аппер-Оссори, подаренным герцогу Бекингему королем Яковом I.
В октябре 1625 года он командовал полком во время неудавшейся атаки на Кадис. Большая часть десанта напилась, и Сент-Леджер заявил, что «никогда не видел, чтобы люди вели себя так зверски». Хотя герцог Бекингем сохранил свое влияние при дворе после преемственности нового короля Карла I Стюарта, ущерб его репутации был усилен столь же катастрофическим нападением на Сен-Мартен-де-Ре в 1627 году, которое Сент-Леджер также помог организовать. Убийство герцога Бекингема в августе 1628 года было встречено всеобщим ликованием общественности.
В марте 1627 года Уильям Сент-Леджер вступил в Тайный совет Ирландии и сменил сводного брата Бекингема сэра Эдварда Вильерса на посту президента Манстера. Наряду с этой должностью он унаследовал борьбу Бекингема за контроль над провинцией со своим местным соперником Ричардом Бойлом, 1-м графом Корком, и, чтобы противостоять этому, Сент-Леджер стал союзником Томаса Уэнтуорта, когда последний был назначен лордом-заместителем Ирландии в январе 1632 года. В 1630 году Уильям Сент-Леджер предложил новую схему плантаций в графстве Типперэри, которая так и не была реализована, но соответствовала долгосрочной политике графа Страффорда по расширению протестантского культурного и религиозного доминирования в Ирландии.
Однако в краткосрочной перспективе граф Страффорд был меньше озабочен религиозными вопросами и больше сосредоточен на увеличении королевских доходов за счет возвращения земель, которые по праву принадлежали Короне, и прекращения широко распространенной коррупции среди государственных чиновников. Оба особенно повлияли на так называемых новоанглийских поселенцев, таких как Ричард Бойль, которые были основными бенефициарами такой практики и рассматривали католицизм как непосредственную угрозу своим позициям. Когда Уильям Сент-Леджер был избран членом парламента от графства Корк в ирландском парламенте в 1634—1635 годах, он поддержал политику графа Страффорда по ограниченным уступкам католическому дворянству в обмен на субсидии.
Первая из епископских войн в 1639 году закончилась тем, что ковенантеры взяли под контроль Шотландию, и Карл I был полон решимости обратить это поражение вспять. Чтобы добиться этого, в декабре 1639 года граф Стаффорд созвал 2-й ирландский парламент короля Карла I Стюарта, чтобы утвердить финансирование ирландского экспедиционного корпуса, который высадится в Западной Шотландии. Уильям Сент-Леджер был переизбран от графства Корк в ирландский парламент 1640—1649 годов. Под руководством графа Страффорда парламент единогласно проголосовал за четыре субсидии в размере 45 000 фунтов стерлингов для финансирования ирландской армии численностью 9 000 человек для использования против шотландцев во Второй епископской войне.
Сент-Леджер был назначен сержантом-майором с ответственностью за обучение новобранцев, которые базировались в Каррикфергусе и были готовы к отправке в Шотландию или северную Англию. В июле 1640 года Уильям Сент-Леджер объявил их готовыми к службе, но они оставались в Ирландии на протяжении всей Второй епископской войны. Основное воздействие заключалось в углублении разногласий между графом Страффордом и его оппонентами как в ирландском, так и в английском парламентах, что привело к его суду и казни в мае 1641 года.
Дополнительной сложностью было то, что делать с недавно сформированной армией, многие из которых были католиками, и поэтому администрация Дублинского замка, в которой доминировали протестанты, относилась к ней с глубоким подозрением . В конце концов было решено, что они могут поступить на службу в Испанию, и когда в октябре 1641 года началось ирландское восстание, около 2500 человек под командованием Гаррета Барри ждали в Кинсейле отправки в армию Фландрии.
В качестве лорда-президента Уильям Сент-Леджер отвечал за борьбу с повстанцами в Манстере, но силы и припасы, предоставленные в его распоряжение, были недостаточными. В феврале 1642 года он был подкреплен прибытием в Юл Чарльза Вавасура и его полка. Он также принес Сент-Леджеру королевскую декларацию от 1 января 1642 года, в которой король осудил повстанцев . Сент-Леджер все ещё боролся с восстанием, когда он умер 2 июля 1642 года либо в Донерайл-Корт, либо в Корке.

## Репутация
Его репутация в умах ирландских историков-националистов заключается в том, что он ввел военное положение в своей провинции с величайшей строгостью, повесив большое количество повстанцев, часто без особых доказательств вины. В 1843 году ирландский политик Даниел О’Коннелл процитировал его слова о жесткой политике, проводимой правительством в Дублине: " Ваша светлость справедливо считает, что необоснованное обнародование этой суровой решимости искоренить ирландцев и папство из королевства будет слишком несвоевременным " в таком смысле, что он одобрял политику искоренения. О’Коннелл продолжил: " Этот Сент-Леджер сам был одним из главных истребителей ".